# Aspen Airways
Aspen Airways  war eine Fluggesellschaft mit Sitz in  Denver, Colorado in den Vereinigten Staaten von Amerika.

## Geschichte
Aspen Airways wurde 1952 von Walter Paepcke als ein mit dem Aspen Institute verbundener Flugtaxibetreiber gegründet. Am Institut wurde eine Flugabteilung eingerichtet, um Mitarbeiter und Besucher mit einer überschüssigen Douglas DC-3 von Denver nach Aspen zu befördern. Der Name Aspen Airways wurde gewählt, um an die einheimischen Espenbäume zu erinnern, die das Institut umgeben, und nicht in Anspielung auf die Stadt Aspen.
1963 wurde Aspen Airways von J.W. „Bill“ Ringsby gekauft. In den späten 1960er Jahren betrieb Aspen eine von Alaska Airlines geleaste Convair CV-240 und 1970 vier Convair 340/Convair CV-440, die gebraucht von Delta Air Lines gekauft wurden. In den frühen 1970er Jahren begann Aspen mit dem Betrieb von Convair 580 Turboprop-Flugzeugen. Zu den anderen von Aspen Airways in den 1960er-Jahren eingesetzten Flugzeugen gehörten ein Fairchild F-27 Turboprop sowie eine de Havilland Heron sowie Piper Navajo und Aero Commander 500B.

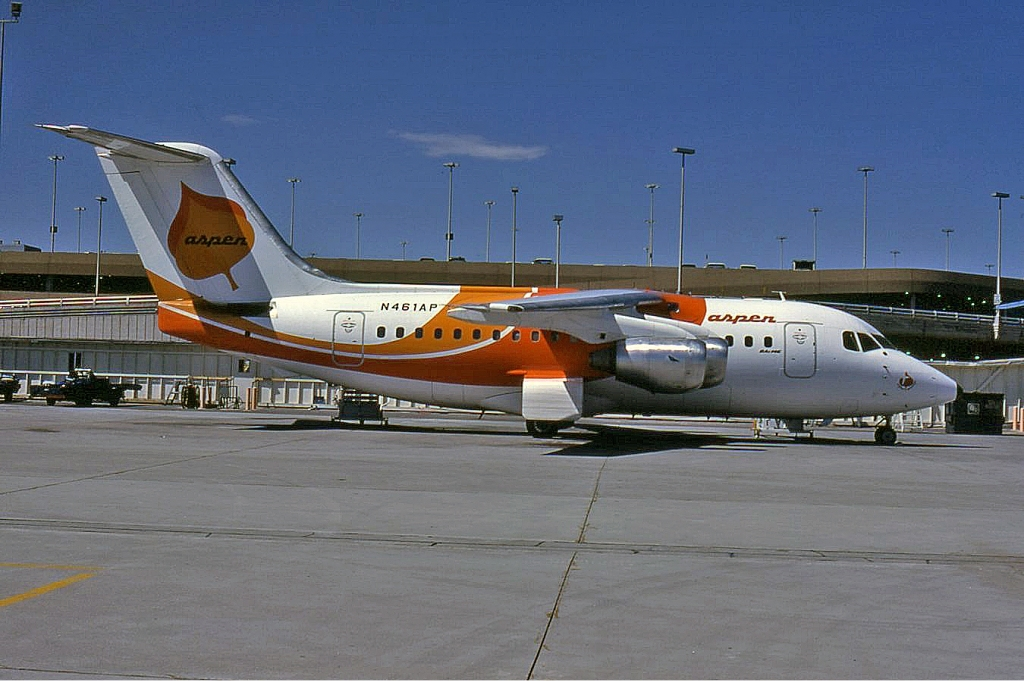
BAe 146-100 der Aspen Airways, 1985

Im September 1986 wurde Aspen Airways Passagierzubringer zum und vom United Airlines-Drehkreuz in Denver (DEN) für United Express. Bis 1986 bot Aspen Airways saisonale BAe 146-Jetverbindungen von Aspen nonstop nach Dallas/Ft Worth (DFW), Los Angeles (LAX), San Francisco (SFO), Houston (IAH), Chicago (ORD) und Long Beach (LGB) an.
Aspen Airways bot zeitweise auch Linienflüge für Passagiere am Lake Tahoe Airport (TVL) in den Sierra Nevada Mountains in Kalifornien an. Convair 580 Turboprops wurden auf Nonstop-Verbindungen nach Burbank (BUR), Los Angeles (LAX), San Francisco (SFO) und San Jose (SJC) in Kalifornien geflogen. Zur gleichen Zeit betrieb Aspen auch den Convair-580-Dienst zwischen Los Angeles und Bakersfield (BFL). Die Fluggesellschaft bot sogar Convair 580-Flüge auf der sehr kurzen Strecke zwischen dem Los Angeles International Airport und dem Burbank Airport als Erweiterung des Lake Tahoe-Dienstes an. Auf der Titelseite des Systemflugplans von Aspen Airways vom 1. September 1980 stand: „Spezialisiert auf Dienste nach … Lake Tahoe, Kalifornien und Aspen/Snowmass, Colorado.“
Der Service von Denver umfasste auch Flüge nach Colorado Springs, Durango, Gunnison, Hayden, Montrose.
Im Jahr 1989 wurde Aspen Airlines zum Verkauf gestellt. Mehrere Bewerber versuchten, die Fluggesellschaft zu kaufen. Die Mitarbeiter versuchten, die Fluggesellschaft zu erwerben, konnten jedoch kein Kapital aufbringen. Als Nächstes bot die Giant Group, ein Konglomerat aus Zement- und Recyclingunternehmen, an, die Fluggesellschaft zu kaufen, doch ihr Angebot scheiterte. Am Ende erwarb Mesa Airlines das Drehkreuz und die Strecken von Aspen in Denver, mit Ausnahme der Strecke von Denver nach Aspen, der Stationen und der Bodenausrüstung. Air Wisconsin, erwarb die Aspen-Strecken sowie BAe 146 und Convair 580 Flugzeuge. Aspen Airlines wurde im 1991 vollständig in Air Wisconsin integriert; sie führte ihren letzten Flug am 2. Mai 1991 nach Denver durch.

## Flotte
Die Fluggesellschaft besaß zwischen
- 1963 und 1972 – drei Douglas DC-3
- 1965 und 1966 – eine Fairchild F-27A
- 1968 und 1970 – zwei Convair CV-240
- 1968 bís ?    – eine De Havilland DH.114 Heron
- 1970 und 1978 – fünf Convair CV-340-38
- 1973 und 1991 – 16 Convair CV-580
- 1984 und 1991 – vier BAe 146-100.

und eine unbekannte Anzahl von Aerocommander 500.

## Zwischenfälle
- Am 14. Mai 1966 stürzte eine Aero Commander 500 (Luftfahrzeugkennzeichen N6227X) bei einem Übungsflug in Brighton (Colorado) ab. Beide Insassen kamen ums Leben. Ursache des Absturzes war ein Strömungsabriss. Die Maschine war nicht mit einem Doppelsteuer ausgerüstet.[3]